# Schloss Biebrich

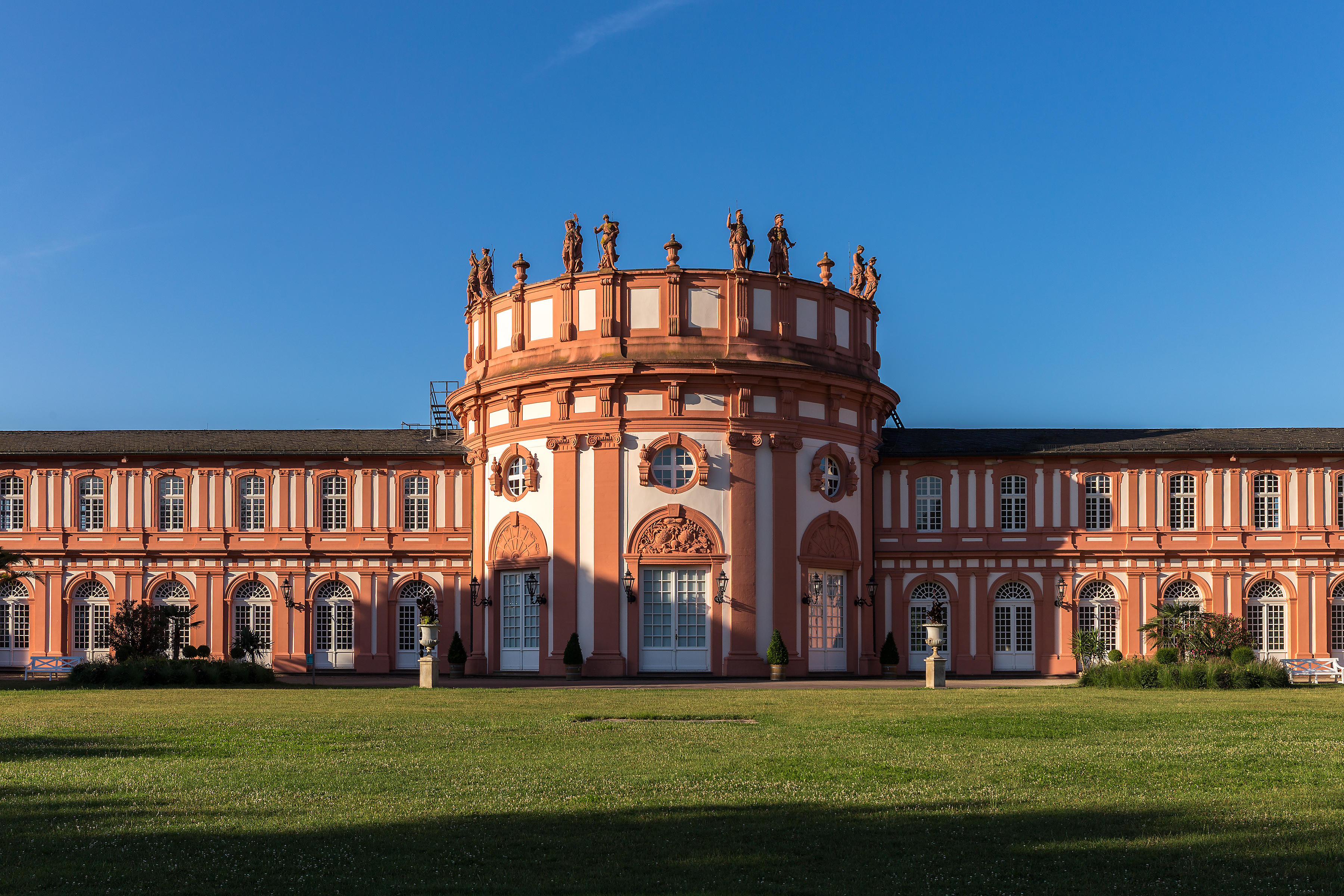
Schloss Biebrich, Parkseite

Das Schloss Biebrich ist die ehemalige Residenz der Fürsten von Nassau-Usingen in Wiesbaden-Biebrich. Die barocke Dreiflügelanlage wurde ab 1734 durch Fürst Karl von Friedrich Joachim Stengel erbaut. Seit 1974 dient es als Sitz des Landesamts für Denkmalpflege Hessen.

## Baugeschichte

Schloss Biebrich, Rheinseite bei Nacht

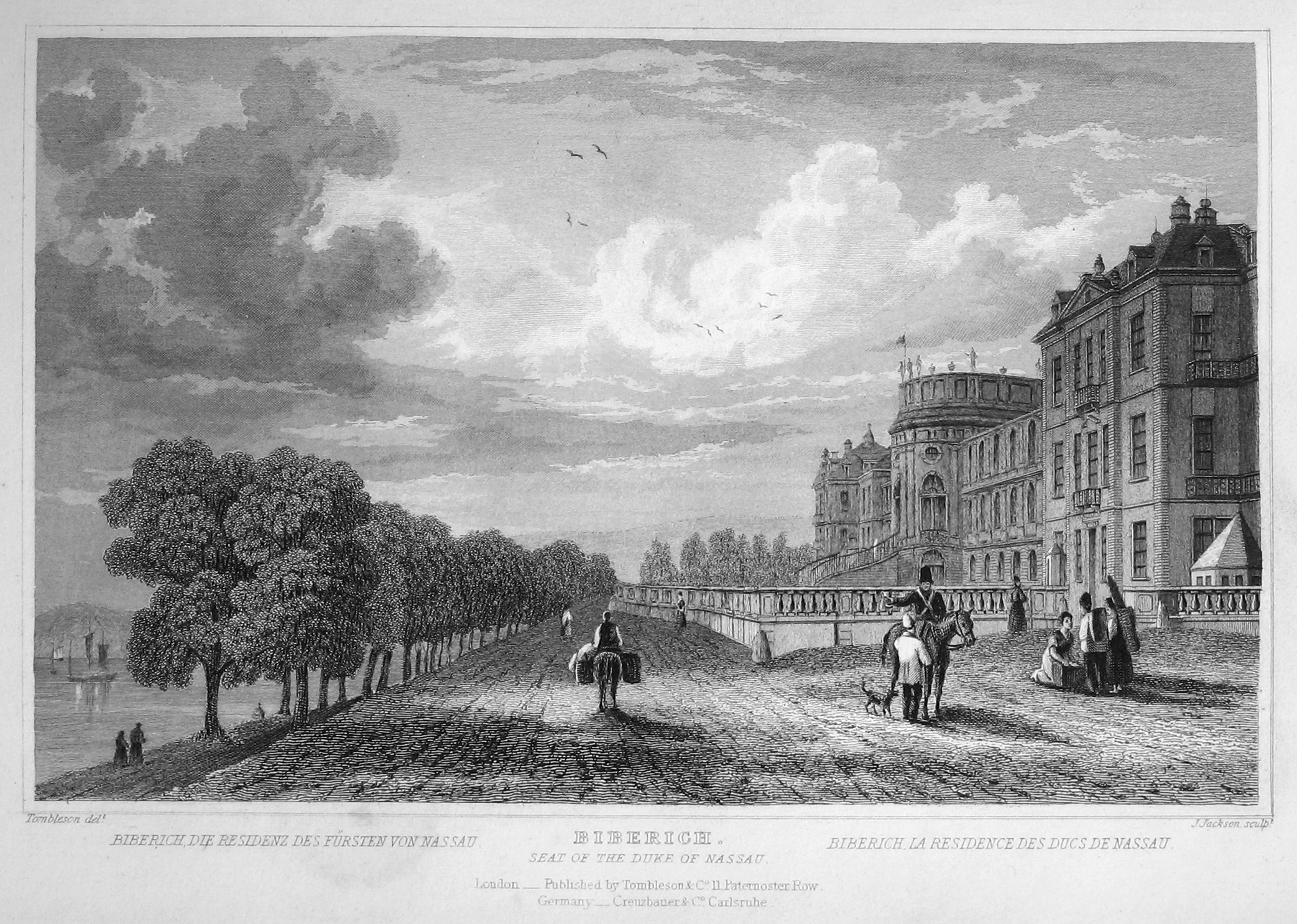
Schloss Biebrich um 1832 auf einem Stich nach Tombleson

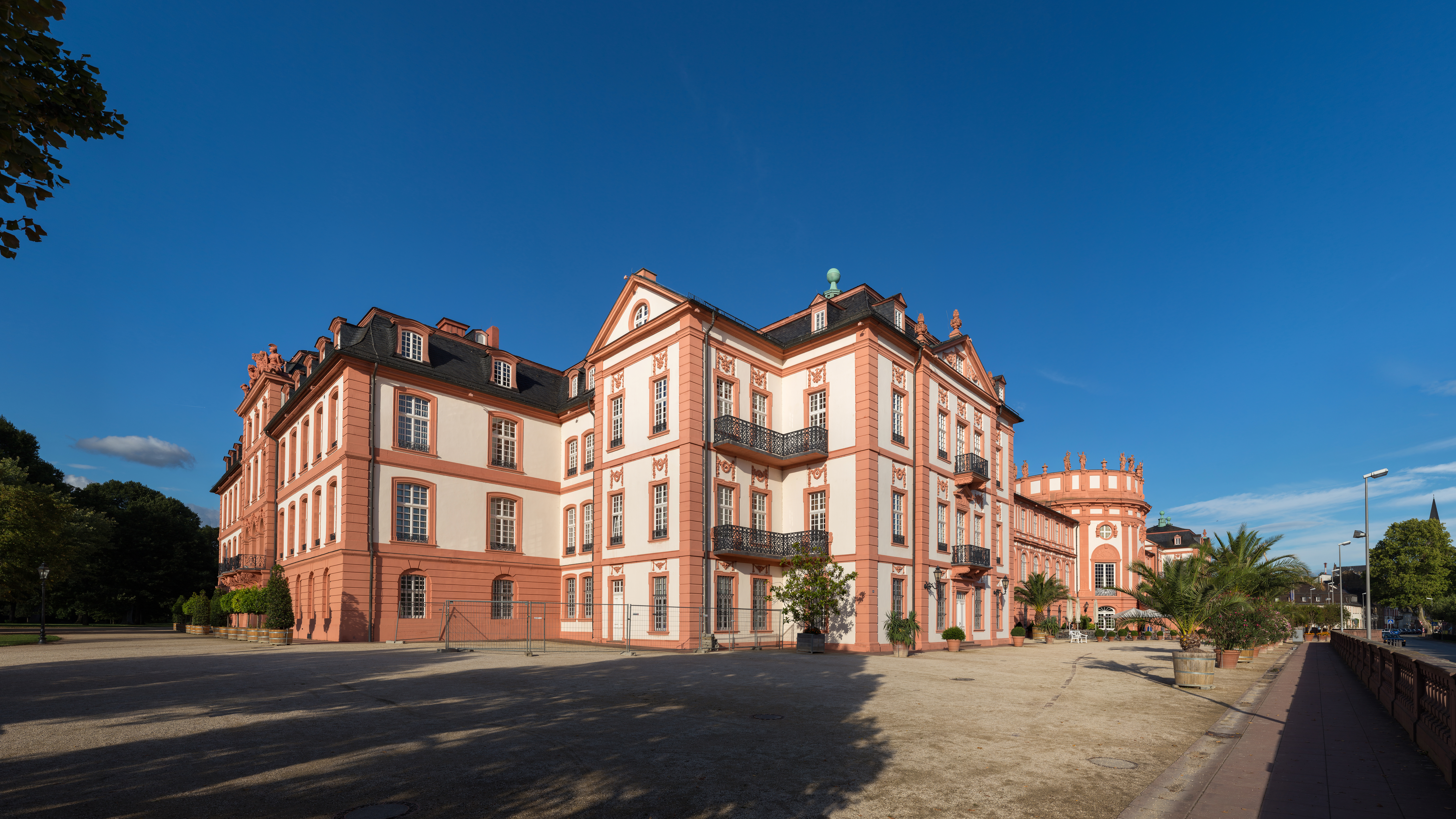
Die Südwest-Ecke des Schlosses

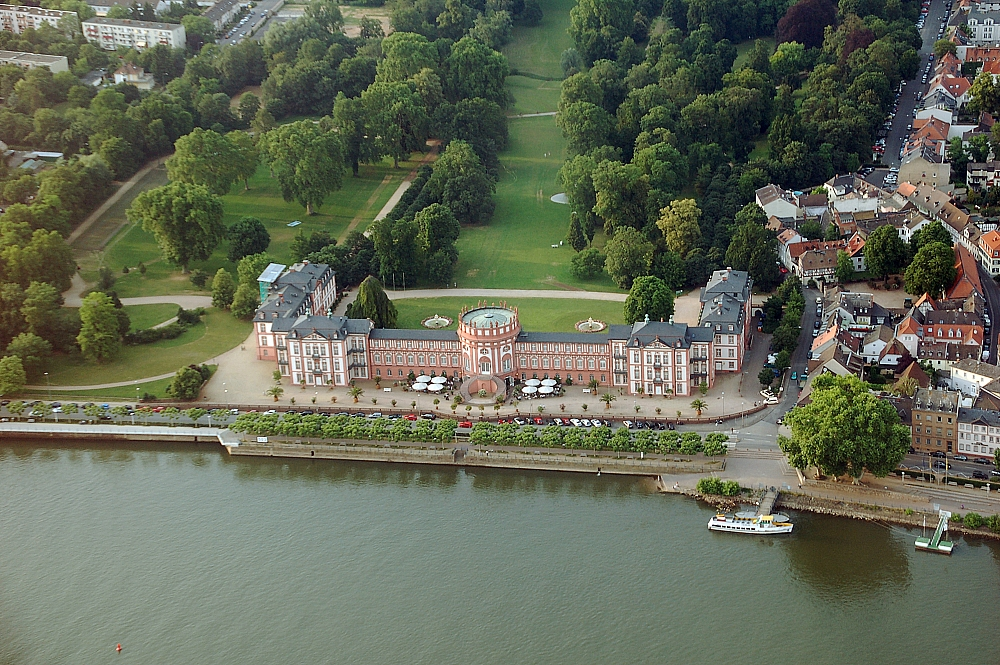
Luftbild von Schloss und Parkanlage

### Ausbau zum Lustschloss unter Fürst Georg August (1700 bis 1721)
Obwohl das Schloss Biebrich heute ein einheitliches Erscheinungsbild hat, entstand der Bau nicht nach einem Gesamtplan. Vielmehr entstand durch eine komplizierte Baugeschichte die heutige Schlossanlage. Das Gebäude wurde immer wieder erweitert, bis sich schließlich aus einem Gartenhäuschen eine dreiflügelige Anlage entwickelt hatte. Als solche zählte sie zu den bedeutendsten Barockschlössern am Rhein. Auf der vom Rhein abgewandten Seite breitet sich der weitläufige Schlosspark aus, in dem alljährlich an Pfingsten ein bekanntes Reitturnier stattfindet.
Georg August Samuel von Nassau-Idstein (1665–1721) war gerade zwölf Jahre alt, als sein Vater starb. Da er noch nicht volljährig war, wurden zunächst zwei Vormunde mit der Regierung beauftragt. Georg August nutzte diese Zeit unter anderem zu Studien in Gießen, Straßburg und Paris. Dabei lernte er auch verschiedene Höfe kennen, wobei ihn Schloss Versailles besonders beeindruckte. 1684 wurde er Graf und 1688 vom Kaiser aufgrund seiner Teilnahme an der Befreiung Wiens nach der türkischen Belagerung und nach Zahlung einer großen Geldsumme in den Fürstenstand erhoben.
1696 erwarb der Fürst zunächst ein Grundstück direkt am Rheinufer gegenüber der Biebricher Aue und ließ ein einfaches Gartenhaus errichten, das aber nur tagsüber benutzt werden konnte. 1701 bis 1703 ließ er es von Julius Ludwig Rothweil als Wohnschlösschen ausbauen. 1704 bis 1706 wurde etwa 86 Meter weiter östlich für die Fürstin ein identischer Pavillon erbaut. Da dem Fürsten der Standort mittlerweile so gut gefiel, beauftragte er 1707 den Baumeister Maximilian von Welsch, ein barockes Gesamtkonzept zu entwickeln. Vorbild sollte die Orangerie in der Kasseler Karlsaue sein mit dem Ziel, die beiden Pavillons durch Galerien und einen Mittelbau zu verbinden.
Welsch verwirklichte diesen Plan, indem er in die Mitte eine Rotunde setzte, die mit den beiden Pavillons durch Galerien verbunden war. Die Rotunde erhielt einen ebenerdigen Grottensaal, eine sogenannte Sala terrena mit Wasserspielen. Dieser Grottensaal war durch eine Öffnung in der Decke mit dem Festsaal im ersten Obergeschoss verbunden. Der Festsaal war von einer mit einem Fresko bemalten Kuppel überwölbt, die, nach dem Vorbild des römischen Pantheons, ebenfalls eine Öffnung hatte. Das Fresko stellte antike Götterfiguren dar, so konnte man gewissermaßen aus der Unterwelt in den Himmel blicken. Dieses Konzept wurde jedoch noch zu Lebzeiten des Fürsten aufgegeben; die beiden Öffnungen in den Decken wurden verschlossen. Die beiden Galerien waren ebenfalls mit Deckengemälden und mit feinen Stuckaturen versehen. Die Rotunde wurde mit 16, heute verlorenen, Hermen des Mainzer Bildhauers Franz Matthias Hiernle ausgeschmückt. Die Arbeiten von Welsch, zu denen auch die Anlage eines barocken Gartens mit abschließender Orangerie gehörten, dauerten bis 1721, zuletzt (1719–1721) wurden die beiden Galerien um ein Stockwerk erhöht. Dies geschah wohl nicht nur deshalb, um mehr Platz zu bekommen, sondern war wohl eher eine Verlegenheitslösung, um das undichte Flachdach zu beseitigen.

### Ausbau zum Residenzschloss unter Fürst Karl (1721 bis 1744)

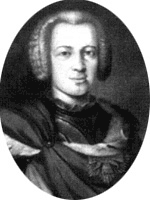
Machte Schloss Biebrich zu seiner Residenz: Fürst Karl von Nassau-Usingen

Fürst Georg August starb 1721, sein „Versailles am Rhein“ war aber noch nicht vollendet. Mit ihm starb auch die Linie Nassau-Idstein aus, weshalb das Fürstentum an Fürst Karl von Nassau-Usingen (* 31. Dezember 1712, † 21. Juni 1775) überging. Da Karl noch nicht volljährig war, übernahm zunächst seine Mutter, Fürstin Charlotte Amalie von Nassau-Dillenburg, die Regierung. Karl wollte nach seinem Amtsantritt im Jahre 1730 seine Residenz aus dem hinteren Taunus in Usingen an den Rhein verlegen. Er beauftragte deshalb Friedrich Joachim Stengel das Schloss als Dreiflügelanlage zu vollenden. Ab 1734 wurde zunächst der Ostflügel für den Marstall im Erdgeschoss und die fürstliche Verwaltung im Obergeschoss erbaut. Ab 1737 wurden die 1721 unterbrochenen Arbeiten an der Rotunde und den Galerien fortgesetzt. 1740 begann Stengel schließlich mit dem Westflügel, der 1744 mit seiner kostbaren Innenausstattung weitgehend beendet war. Restarbeiten zogen sich aber noch bis 1750 hin. 1744 verlegte Fürst Karl die Residenz von Usingen nach Biebrich.

### Nassauische Haupt- und Sommerresidenz (1744 bis 1866)

Eine der ältesten Darstellungen des Biebricher Schlosses (Dezember 1768) auf einer Urkunde des Fürsten Karl von Nassau-Usingen zur Bestellung von Mundköchen und Küchenmeistern für die Residenz (Ausschnitt), Zeichnung von Johann Gottfried Reuter auf Pergament

Biedermeier-Tasse mit Ansicht des Schlosses Biebrich vom Rhein aus, um 1820, handbemaltes Porzellan, 8,5 cm hoch

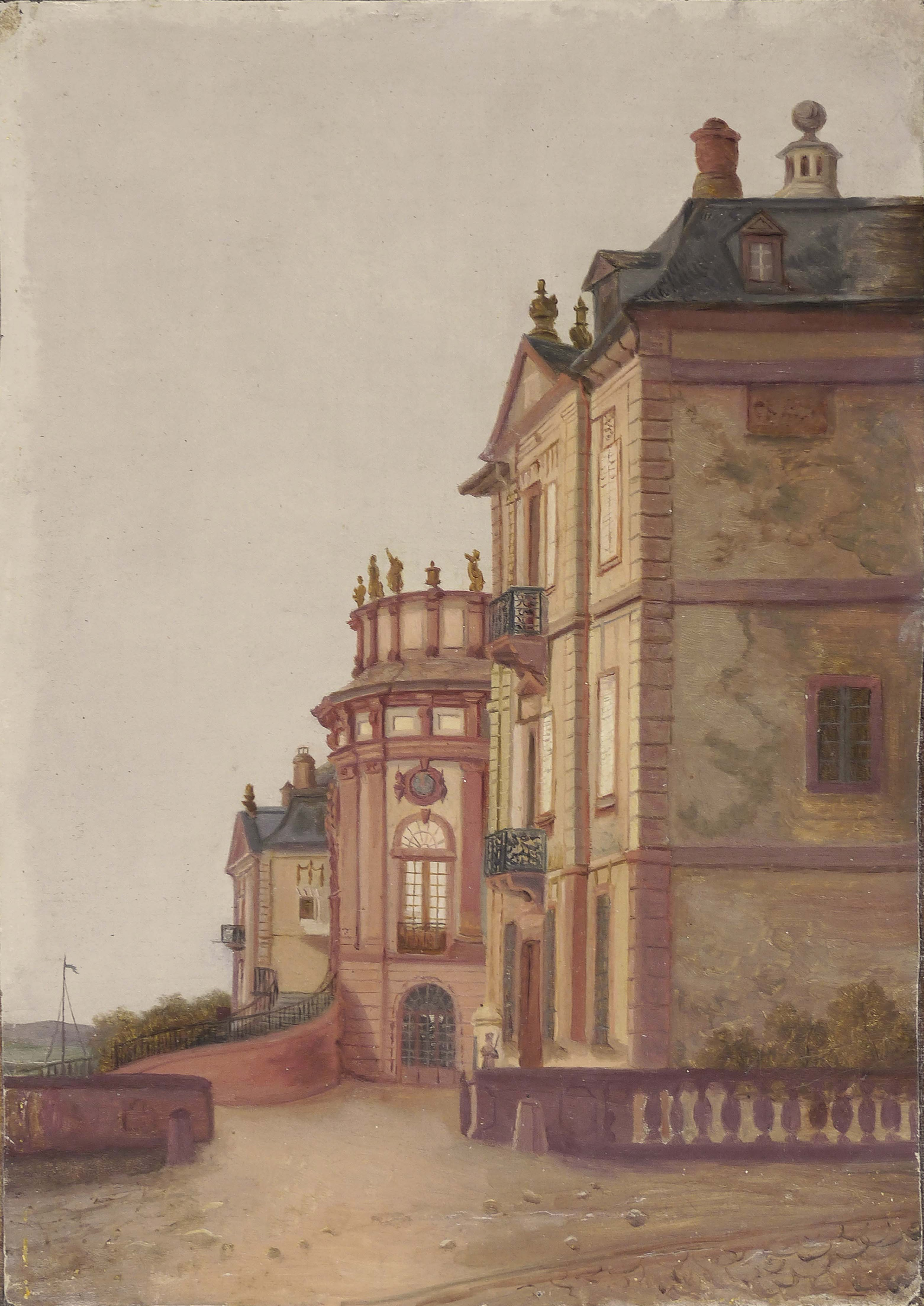
Ansicht von Schloss Biebrich von Osten auf einem Gemälde des jungen Ludwig Knaus aus dem Jahr 1844

1749 bis 1752 wurde die Neue Mosbacher Straße (heute Biebricher Allee) erbaut, die eine direkte Verbindung der Schlösser ermöglichte. Bis zur Fertigstellung des Stadtschlosses 1841 in Wiesbaden war Schloss Biebrich Hauptresidenz der nassauischen Fürsten und Herzöge. Danach diente es bis 1866 nur noch als Sommerresidenz.

### Luxemburgischer Privatbesitz und Verwaltungsbau (seit 1866)
Nachdem das Herzogtum Nassau an der Seite Österreichs im Deutschen Krieg unterlegen war, wurde es von Preußen annektiert. Das Biebricher Schloss jedoch beließ der preußische König Wilhelm I. im Privatbesitz des Herzogs Adolf, im Gegensatz zum Stadtschloss Wiesbaden, das den preußischen Königen und späteren deutschen Kaisern bei ihren Besuchen in Wiesbaden als Wohnsitz diente. Obwohl Adolf damit über das Schloss verfügen konnte, zog er es vor, zunächst in Frankfurt am Main und Wien, später in Schloss Hohenburg bei Lenggries zu leben. 1868 veräußerte er die 1844 bis 1848 errichteten Gewächshäuser mit dem wertvollen Baum- und Pflanzenbestand zusammen mit einem kleineren Pflanzenbestand aus dem Stadtschloss an die Stadt Frankfurt am Main. Sie bildeten den Grundstock des Palmengartens. Als Adolf 1890 nach dem Aussterben der dortigen Monarchie als nächster Verwandter Großherzog von Luxemburg wurde, verwaltete die luxemburgische Finanzkammer das Schloss.
Erst 1935 verkaufte die damalige luxemburgische Großherzogin Charlotte, eine Enkelin Adolfs, Schloss Biebrich an den preußischen Staat. Im Zweiten Weltkrieg wurde das Gebäude stark beschädigt, insbesondere war der Ostflügel bis auf die Außenmauern zerstört. Dieser wurde in der Folge abgebrochen. Nach dem Krieg wurden die Reste des einst prächtigen Schlosses stark vernachlässigt. Erst die Ansiedlung von Filminstituten, unter anderem der Freiwilligen Selbstkontrolle der Filmwirtschaft verhinderte den vollständigen Verfall. Beschwerden von schockierten Besuchern aus den Niederlanden und aus Luxemburg, wo das Haus Nassau noch die Staatsoberhäupter stellt, veranlassten die hessische Landesregierung schließlich, das mittlerweile in ihrem Besitz befindliche Gebäude wieder herzurichten. 1961 bis 1965 wurden die Fassaden renoviert und der Westflügel erneuert, so dass ihn 1967 der hessische Landeskonservator und die Landesarchäologen von Hessen beziehen konnten. In den Jahren 1980 bis 1982 ließ die Landesregierung unter dem Ministerpräsidenten Holger Börner schließlich den Ostflügel in Anlehnung an den Westflügel rekonstruieren und im übrigen Schloss alle erhaltenen Innenräume sorgfältig restaurieren, so dass das Schloss wieder sein ursprüngliches Erscheinungsbild hat.
Die Landesregierung nutzt es für Repräsentationszwecke und es ist unter anderem Sitz des Hessischen Landesamtes für Denkmalpflege.

## Architektur

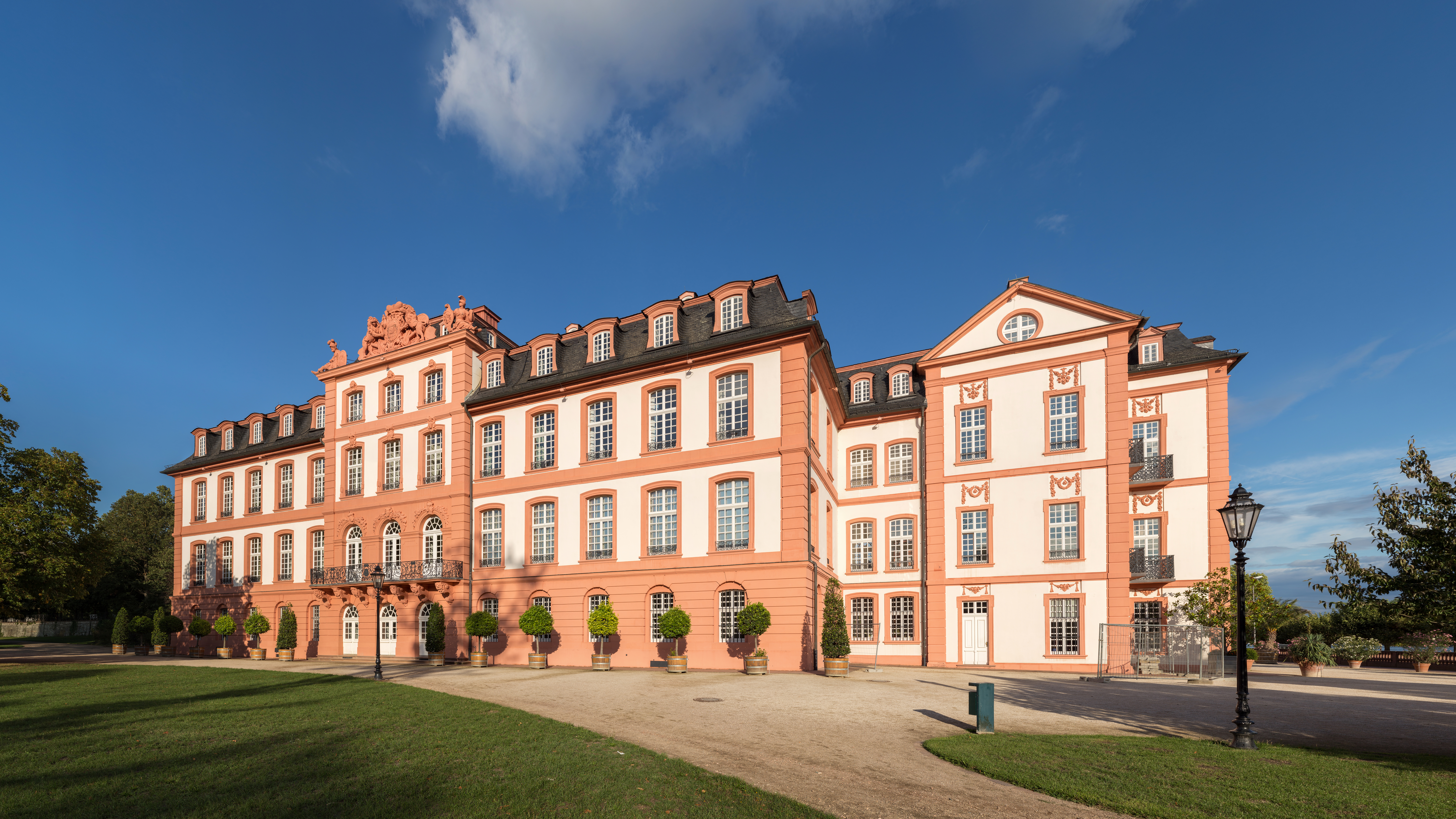
Der Westflügel des Schlosses

Das Schloss stellt sich heute als Dreiflügel-Anlage dar, bestehend aus dem West- und dem Ostflügel, die sich an die äußeren Pavillons anschließen sowie der dazwischen liegenden Rotunde, die mit den beiden äußeren Pavillons durch zwei Galerien verbunden ist. Das Ensemble erhielt zunächst 1965, dann endgültig 1982 seinen ursprünglichen rot-weißen Anstrich zurück, was zum einheitlichen Gesamteindruck beiträgt. Beim näheren Betrachten kann man jedoch die architektonischen Unterschiede erkennen, die sich aus der langen Bauzeit ergeben haben.

### Rotunde und Galerien
In der Rotunde befindet sich der Mittelpunkt des Schlosses, der Festsaal. Dieser besitzt eine kreisrunde Kuppel mit Oberlicht nach dem Vorbild des Pantheons in Rom. In den Zylinder der Außenmauern setzte Maximilian von Welsch einen Rundtempel (Monopteros) mit acht freistehenden Säulen aus dunklem nassauischen Marmor aus den Steinbrüchen bei Villmar und Steeden und einer Galerie. Die Kuppel ist mit antiken Götterfiguren bemalt und zeigt die Aufnahme des Aeneas’ in den Olymp, was wohl auf die Erhebung von Fürst Georg August Samuel in den Fürstenstand im Jahre 1688 anspielt. Die Außenwände und das Gebälk sind mit Stuckmarmor verziert. 1828 bis 1829 wurde auf Betreiben der Herzogin Pauline das ursprünglich barocke Erscheinungsbild klassizistisch verändert. Sie ließ die Galerie verändern, die Putten auf dem Gebälk und die Götterfiguren in den Wandnischen entfernen, das Deckenfresko übermalen und den Marmorfußboden durch Parkett ersetzen. Das 1719 bis 1721 von dem italienischen Maler Luca Antonio Colomba geschaffene Deckengemälde wurde 1980 wieder freigelegt.
Außen stehen auf der Rotunde 16 Statuen antiker Götter, jeweils paarweise angeordnet: Minerva und Mars, Venus und Merkur, Jupiter und Juno sowie Apoll und Diana. Dann wiederholt sich diese Reihenfolge. Die doppelte Anordnung der Figuren erklärt sich möglicherweise daraus, dass bei der Sanierung im Jahr 1896 bis 1898 die anderen Figuren so sehr verwittert waren, dass sie nicht mehr verwendet werden konnten. Hergestellt wurden die Tonfiguren von der Wiesbadener Firma Höppli nach Entwürfen des Bildhauers Hermann Schies.

## Schlosspark

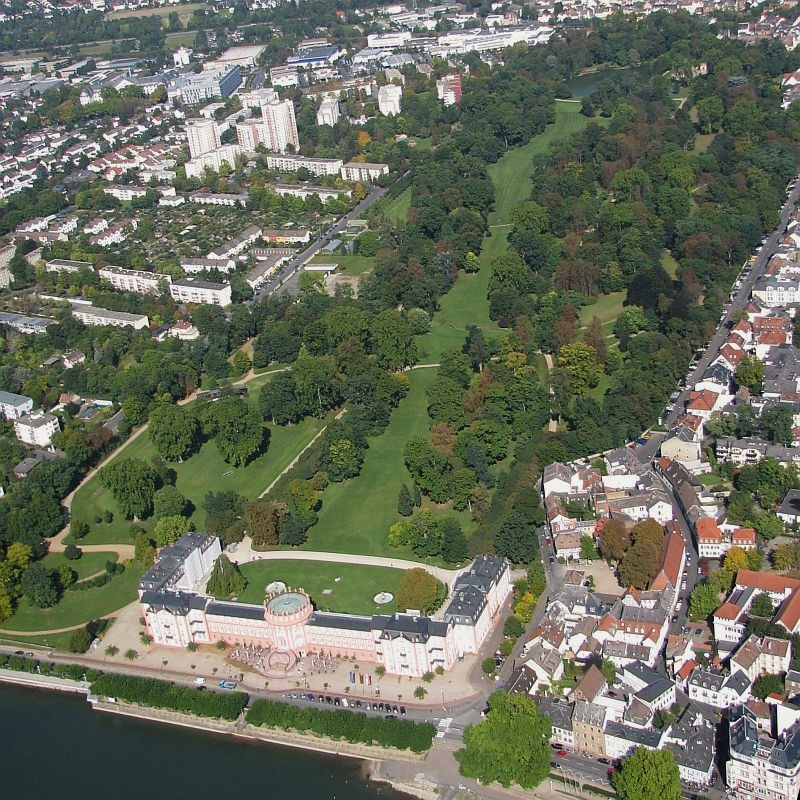
Der Schlosspark liegt zwischen dem Biebricher Ortskern (rechts) und der Siedlung „Parkfeld“ (links)

Ursprünglich gehörte zum Schloss Biebrich ein französischer Garten, für den man das Gelände hinter den Gebäuden aufgefüllt hatte. Das dadurch entstandene Plateau erreicht man von Westen über eine breite Treppe. Nach Norden fällt das Gelände ab. Diesen ersten französischen Garten legte Maximilian von Welsch um 1720 an. Er hatte ein regelmäßiges Wegemuster, das von Balustraden und der Orangerie eingefasst war. 1817 bis 1823 gestaltete Friedrich Ludwig von Sckell den Garten in einen englischen Landschaftspark um und erweiterte ihn nach Norden. Die ehemalige Orangerie wurde dabei abgebrochen. Man erkennt aber noch Elemente der ursprünglichen Anlage, so die beiden Brunnen direkt hinter dem Schloss und zwei gerade Alleen. Auf der erweiterten Fläche befanden sich auch die Grundmauern einer mittelalterlichen Burg, auf denen der Baumeister Carl Florian Goetz eine romantische künstliche Ruine, die Mosburg, inmitten eines Weihers errichtete.
Der ursprüngliche See im südwestlichen Teil des Parks wurde später zugeschüttet und dient heute als Fläche für das jährliche Pfingst-Reitturnier.
Im Schlosspark haben sich mehrere Arten von Papageien angesiedelt, von denen sich besonders die Halsbandsittiche und Alexandersittiche so stark vermehrt haben, dass sie als heimisch gelten dürfen.
Der Park wird vom Mosbach durchflossen, der westlich des Schlosses in den Oberrhein mündet.

## Höfisches Leben und besondere Ereignisse
| Regent                                       | Zeitraum      | Art der Nutzung                                                              |
| -------------------------------------------- | ------------- | ---------------------------------------------------------------------------- |
| Fürst Georg August Samuel von Nassau-Idstein | 1700 bis 1721 | Lustschloss                                                                  |
| Fürst Karl von Nassau-Usingen                | 1730 bis 1775 | Hauptresidenz (seit 1744)                                                    |
| Fürst Karl Wilhelm von Nassau-Usingen        | 1775 bis 1803 | Hauptresidenz                                                                |
| Fürst Friedrich August von Nassau-Usingen    | 1803 bis 1816 | Hauptresidenz                                                                |
| Herzog Wilhelm I. von Nassau                 | 1816 bis 1839 | Hauptresidenz                                                                |
| Herzog Adolf von Nassau                      | 1839 bis 1905 | Hauptresidenz (bis 1841) Sommerresidenz (1841 bis 1866), danach Privatbesitz |

(Ergänzung folgt)

## Heutige Nutzung
Das Schloss ist im Eigentum des Landes Hessen und wird vom Landesbetrieb Bau und Immobilien Hessen verwaltet. Die Rotunde, die Galerien und die Erdgeschosse der Pavillons dienen als repräsentative Kulisse für Empfänge der Landesregierung sowie anderer Behörden (z. B. für öffentliche Veranstaltungen der Bundeswehr) und als städtisches Standesamt. Außerdem sind mehrere Behörden im Schloss untergebracht. Dazu zählt die Hauptdienststelle des Landesamtes für Denkmalpflege Hessen im Westflügel. Im Ostflügel befindet sich seit dem Wiederaufbau im Jahr 1982 die staatliche Filmbewertungsstelle Wiesbaden, eine Einrichtung der Bundesländer, deren Vorführsaal als Veranstaltungsort für Filme im Schloss genutzt wird. Dort befinden sich auch das Kuratorium junger deutscher Film und die archäologische Abteilung des Landesamtes für Denkmalpflege. Das Untergeschoss der Rotunde nutzt ein Café.
Der Schlosspark ist frei zugänglich. Er verbindet das am Rhein gelegene Schloss mit der künstlichen Ruine Mosburg. Im Südwesten des Schlossparks findet seit 1949 jährlich an Pfingsten das Wiesbadener Pfingstturnier, ein internationales Reitturnier, statt.
Im Oktober 2011 fand im Schloss das 1. Internationale Rollstuhltanzturnier in Wiesbaden (Schloss Biebrich Trophy) statt, organisiert vom Tanz-Club Blau-Orange e. V. Wiesbaden und dem Fachbereich Rollstuhltanzen im Deutschen Rollstuhl-Sportverband (DRS).
Seit 2011 findet das Casting der Songschreiber zur Sendung Dein Song auf KIKA dort statt.
Am 12. Juni 2013 fand im Schloss die feierliche Auflösung des V Corps der US-Streitkräfte statt.

## Beteiligte Architekten und Künstler
| Name                        | Eigenschaft                 | Zeitraum      | Werk                                            |
| --------------------------- | --------------------------- | ------------- | ----------------------------------------------- |
| Julius Ludwig Rothweil      | Baumeister                  | 1700/1701     | westlicher Pavillon (Entwurf)                   |
| Johann Jacob Bager          | Baumeister                  | 1701 bis 1702 | westlicher Pavillon (Bauleitung)                |
| Paul du Ry                  | Baumeister                  | um 1706       | östlicher Pavillon (Urheberschaft vermutet)     |
| Maximilian von Welsch       | Baumeister                  | 1707 bis 1721 | Rotunde, Galerien, Barockgarten mit Orangerie   |
| Luca Antonio Colomba        | Maler                       | 1719 bis 1721 | u. a. Deckenmalerei Rotunde                     |
| Carlo Maria Pozzi           | Stuckateur                  | 1719 bis 1721 | u. a. Decken in Rotunde und Galerien            |
| Friedrich Joachim Stengel   | Baumeister                  | 1730 bis 1744 | West- und Ostflügel                             |
| Johann Peter Jäger          | Stuckateur                  | 1730 bis 1744 | Ausstattung des Westflügels (u. a. Treppenhaus) |
| Carl Florian Goetz          | Hofbaudirektor              | 1805 bis 1816 | Mosburg                                         |
| Friedrich Ludwig von Sckell | Architekt, Gartenbaumeister | 1817 bis 1823 | Landschaftspark                                 |
| Friedrich Ludwig Schrumpf   | Baumeister                  | 1824          | zweiläufige Freitreppe an der Rotunde           |
| Carl Boos                   | Baumeister                  | 1836          | (neue) Orangerie im Schlosspark                 |